# Phrack
Phrack es una ezine escrita por y para los hackers, publicada por primera vez en 17 de noviembre de 1985. Descrita por Fyodor como "la mejor ezine de hack con mayor trayectoria, la revista está abierta a las contribuciones para cualquiera que desee publicar trabajos destacables o ideas de temas de interés. Tiene una amplia circulación la cual incluye tanto a hackers como a profesionales de la seguridad informática.
Originalmente cubría temas relacionados al phreaking y al hacking de sistemas telefónicos, anarquía y cracking, los artículos también cubrían un amplio rango de temas incluyendo seguridad informática y seguridad física, hacking criptografía y noticias internacionales.
Phrack estaba atenta a la cultura hacker y es considerada un manual y manifiesto para los hackers.

## Historia
Phrack, lanzada por primera vez el 17 de noviembre de 1985, toma su nombre de las palabras "phreaking" y hack. Los editores fundadores de la revista, conocidos por sus seudónimos "Taran King" y "Knight Lightning", editaron la gran parte de las primeras 30 ediciones. Las ediciones fueron lanzadas en un Bulletin Board System llamado Metal Shop, donde Taran King era sysop, y eran replicadas en otros sitios.
Durante sus primero diez años de publicación, Phrack fue asociada con el fraude de telecomunicaciones, dando material a los phreakers e informando acerca de los arrestos en esta comunidad a través de los artículos de Phrack World News. Junto con el lanzamiento de los artículos como "Smashing The Stack For Fun And Profit" y la dirección de daemon9/route en 1996, Phrack se orientó más a la seguridad informática y tuvo mayor cercanía a la definición de hacking.

### Arresto de Knight Lightning
La edición 24 de Phrack, lanzada en febrero de 1989, incluyó una documentación relacionada al trabajo del sistema de emergencia 9-1-1. Este documento, copiado de una computadora BellSouth, jugó un gran papel en una serie de operaciones del Servicio Secreto de los Estados Unidos llamadas Operación Sundevil y fue incluido en el libro The Hacker Crackdown de Bruce Sterling. El editor de "Phrack", Knight Lightning, fue arrestado y acusado de fraude y transportación de propiedad robada. Los procedimientos siguientes fueron conocidos como "Los Estados Unidos contra Riggs", nombrados por el co-defensor de Knight Lightning, Robert Riggs.
El documento E911 era un documento administrativo que describía cuales partes de la organización son responsables de que partes en el sistema E911.
La Electronic Frontier Foundation lleno un amicus curiae apoyando a Knight Lightning y ayudó a que el caso fuera rechazado presentando a un testigo quien mostró que Bellcore estaba vendiendo información más detallada acerca de la documentación al sistema E911 por trece dólares a quien la solicitara. El documento E911 fue valuado por el fiscale en ochenta mil dólares. El caso fue cerrado.
"Phrack" también mostró en dos partes la historia de la operación "Operation Moon Witch", publicada en The Hacker Files en 1992 por DC Comics, una historia basada en la Operación Sundevil.

### Publicaciones
Después del arresto de Knight Lightning y la finalización de 'Phrack por el Servicio Secreto de los Estados Unidos a finales de diciembre de 1989 semanas después de que la edición #30 fuera lanzada, se lavaron a cabo algunos intentos por restablecer a Phrack bajo la dirección de Doc Holiday y Crimson Death. Sin embargo, la falta del consentimiento del editor original en aceptar esta "Phrack clásica" llevo a una nueva dirección para la edición #33 por Dispater bajo el nombre Diet Phrack hasta la edición #41.
Pese a haber sido un informare contra un miembro de un sitio rival después de su arresto en marzo de 1991, la edición #42 fue lanzada bajo la dirección de Erik Bloodaxe en 1992. Este nuevo equipo editorial hizo a Phrack legal y la revista obtuvo un número ISSN por parte de la Biblioteca del Congreso. En septiembre de 1994, el primer sitio de "Phrack" apareció con el lanzamiento de la edición #46, con todos los archivos de ediciones previas.
Con el creciente uso del internet y el interés de la seguridad en la computadoras, 1996 marca una nueva era para revista "Phrack" la cual se orientó en seguridad informática. La dirección fue otorgada a route junto con voyager hasta 2001. Durante este periodo, el sitio web Phrack fue alterado varias veces.
Desde 2001 Phrack es editada bajo el alias de Phrackstaff y The Circle of Lost Hackers, con esto no existe un editor encargado para los lanzamiento de la revista. Durante el periodo de 2001 a 2005, un grupo refiriendo como Phrack High Council, "orgullos partidarios del Project Mayhem", protestaron en contra de comportamiento de sombrero blanco por parte de algunos miembros del personal de Phrack y algunos exmiembros principalmente en el Full-Disclosure mailing list. Sin embargo ninguno de estos miembros pertenecía oficialmente a la revista "Phrack" como ha sido el caso de la controversia de Phrack Classic/Diet Phrack.
En 2005, un antiguo editor tomo la iniciativa de anunciar el "fin de Phrack" pese a que un nuevo equipo estaba conformado. El anuncio generó ciertas especulaciones en número #63. Sin embargo, el anuncio era más enfocado a los grupos de hacking TESO de Alemania/Austria de los cuales algunos miembros del personal del 2001 al 2005 originaron.
Los números de "Phrack" están divididos en volúmenes, cubriendo uno o más años de publicación.
| Volumen | Año     | Ediciones | Editores                                                                 |
| ------- | ------- | --------- | ------------------------------------------------------------------------ |
| 01      | 1985-86 | #1 a #9   | Taran King Cheap Shades                                                  |
| 02      | 1987-88 | #10 a #24 | Taran King Knight Lightning Shooting Shark Elric of Imrryr Crimson Death |
| 03      | 1989-91 | #25 a #36 | Taran King Crimson Death Dispater                                        |
| 04      | 1992-93 | #37 a #44 | Dispater Erik Bloodaxe                                                   |
| 05      | 1994    | #45 a #46 | Erik Bloodaxe                                                            |
| 06      | 1995    | #47       | Erik Bloodaxe                                                            |
| 07      | 1996-97 | #48 a #51 | Voyager daemon9/route                                                    |
| 08      | 1998    | #52 a #54 | route                                                                    |
| 09      | 1999    | #55       | route                                                                    |
| 10      | 2000    | #56       | route                                                                    |
| 11      | 2001-05 | #57 a #63 | Phrackstaff                                                              |
| 12      | 2007-08 | #64 a #65 | The Circle of Lost Hackers                                               |
| 13      | 2009    | #66       | The Circle of Lost Hackers                                               |
| 14      | 2010-?  | #67 a ?   | The Phrack Staff                                                         |

### Continuación después de 2006
En 2005 se anunció que "Phrack" había llegado a su fin con su edición #63. Para conmemorar la aparición final de "Phrack", en esta edición seria de pasta dura y seria lanzada de manera simultánea en las convenciones DEF CON y What the Hack en julio 29. Una versión digital de la edición fue lanzada el primero de agosto. La imprenta europea para la ediciones de pasta dura de "Phrack" distribuidas en Defcon se negó a completar el pedido a menos de que estuvieran realizando un libro. Dos estudiantes de la Universidad de Arizona cubrieron lo faltante e imprimieron entre 100 y 200 copias de la edición #63 de "Phrack" para ser distribuidas a tiempo para Defcon 13.
Las copias de la edición #63 de "Phrack" distribuidas en Defcon 13 están estampadas con un número de serie en la última página. Se cree que 100 copias de dicha edición están numeradas. Todas fueron trabajadas a mano; un sinnúmero de copias sin lanzar pueden ser "extras" o pueden tener errores de cortes que las sacaron de distribución.
La edición #63 decía a los lectores que "que esperaran un nuevo lanzamiento" y en 27 de mayo de 2007 la edición #64 fue lanzada por un nuevo grupo de editores refiriendo como "The Circle of Lost Hackers" (TCLH). TCLH eventualmente lanzó la edición #65 de "Phrack" el 11 de abril de 2008. El 11 de junio de 2009, TCLH lanzó otra edición de "Phrack", llegando a la #66. El 15 de marzo de 2010 se anunció que la edición #67 sería lanzada el 11 de julio, pero fue retrasada.

## Contenido
Las ediciones de "Phrack" eran lanzadas de manera irregular, y como publicaciones académicas, son agrupadas en volúmenes. Cada edición está compuesta de un número de "Philes": un texto con contenido contracultural o muy técnico. Los "Philes" son enviados por miembros de la comunidad underground hacker y son revisados por los editores.
Tener un artículo en "Phrack" era visto de manera prestigiosa por los hackers y usualmente permite el acceso a más fuentes de información.
Además de los artículos técnicos, "Phrack" también daba un enfoque a noticias y temas entre la comunidad hacker.
En 1990 la Conferencia Nacional de Seguridad de Computadoras, Sheldon Zenner y Dorothy Denning sugirieron que los artículos de "Phrack" tenía la misma calidad de contenido que las revistas de computadora y seguridad, pero en diferente tono.

### Artículos destacados
"Phrack" es especialmente popular debido al alto estándar de las publicaciones en comparación a otras zines underground, pero se ha hecho de reputación por un número de artículos destacados.
- "Manifiesto hacker" por The Mentor ha sido la inspiración de jóvenes hackers desde 1980, fue publicado en la edición #7 de Phrack.

- "Smashing The Stack For Fun And Profit" por Aleph One, publicado en la edición #49, es la "publicación clásica"[20] en los desbordamientos de pila, parcialmente responsable de la popularización de la vulnerabilidad.[21]

### Secciones
Varias columnas son presentadas en las ediciones de Phrack, como:
- Prophile - la presentación de algún personaje influyente dentro del hacking underground.
- Loopback - responde a los e-mails más originales (o tontos) que recibe el personal de phrack.
- Phrack World News - una recopilación de los reportes de los últimos eventos de la contracultura.
- International Scene - una recopilación de testimonios de hackers de todo el mundo enfocándose en actividades nacionales o internacionales.